# Monumento a Kossuth
El Monumento a Kossuth o la Estatua de Kossuth (en húngaro: Kossuth Szobor) es un monumento público dedicado al expresidente húngaro Lajos Kossuth frente al edificio del Parlamento de Hungría en la plaza Lajos Kossuth en la ciudad de Budapest. El monumento es un importante símbolo nacional húngaro y escenario de celebraciones oficiales.
Después de la muerte de Lajos Kossuth (el 21 de marzo de 1894) y su suntuoso funeral  en Budapest se anunció casi inmediatamente una cuota pública para construir un monumento para el líder de la Revolución de 1848.